# 宁德文庙
宁德文庙是福建宁德县（今宁德市蕉城区）的县级文庙，在科举制度的时代是宁德县祭祀孔子的场所以及唯一的官办学校，主体建筑现已不存在。文庙始建于宋朝，自建成至清朝年间五次毁坏，又多次重建重修，历史上的建筑规模一度达到4000多平方米。中华人民共和国时期，主体建筑大成殿焚毁于文化大革命，仅有362平方米，现位于蕉南街道学前路蕉城区第一中心小学校内的明伦堂建筑留存至今。1992年12月，宁德市（县级市）人民政府将明伦堂以“文庙遗址”的名义公布为第二批县级文物保护单位。

## 历史
宁德文庙始建于北宋嘉祐三年（1058年），为宁德县学所在地，南宋末年建筑倒塌，元朝时期首次重修，元末再次毁坏。明朝时期，文庙数次修缮，嘉靖四十年（1561年）又在倭患中毁坏，后由时任县令林时芳在主持重建宁德县城时重修，明末再度倒塌。清朝乾隆二十四年（1759年）复修，得以建起较为牢固的建筑。道光二十三年（1843年），宁德县首富蔡志谅斥资26800多两白银重修文庙及其附属建筑，使建筑规模空前扩大，成为当时宁德县乃至福宁府最为宏大的建筑群。光绪三十年（1904年），清廷宣布废除科举制度，县学停办。
中华民国时期，文庙成为诸多官办机构的驻地。民国16年（1927年），正处第一次国共合作时期的中国国民党在文庙考院（俗称考坪，今为蕉城区人民影院）建立宁德县党部，而最初的组织人是具有中国共产党党籍的郑长璋，而中国国民党在统治中国大陆后，考院继续成为执政党国民党的办公地点。民国18年（1929年），宁德县政府在城关（蕉城镇）建立蕉城中心小学，借明伦堂两侧厢房授课，此时文庙的大成殿仍作祭拜孔子之用，亦为小学礼堂。抗日战争初期，蕉城中心小学新建了校舍作为办学点，被评为官办模范国民小学。民国32年（1943年），宁德县参议会一度将地址设在文庙。
中华人民共和国成立后，宁德县曾临时将县卫生院设立在文庙内，后将文庙划归蕉城第一中心小学。1967年，宁德文庙的主体建筑大成殿在文化大革命的浪潮下被红卫兵以“武斗”的名义烧毁，惟有明伦堂作为小学的展览室存续至今。1992年12月，县级宁德市人民政府将明伦堂以“文庙遗址”的名义公布为第二批县级文物保护单位。2012年11月，中共蕉城区委、蕉城区人民政府将明伦堂列入“蕉城区青少年国学教育示范基地”，同年年底，蕉城区启动明伦堂的重修工程，对明伦堂进行照旧重修。自2023年10月26日起，明伦堂在每天晚上19:00—21:00时间段向社会公众开放参观。

## 建筑

### 被毁前的整体建筑

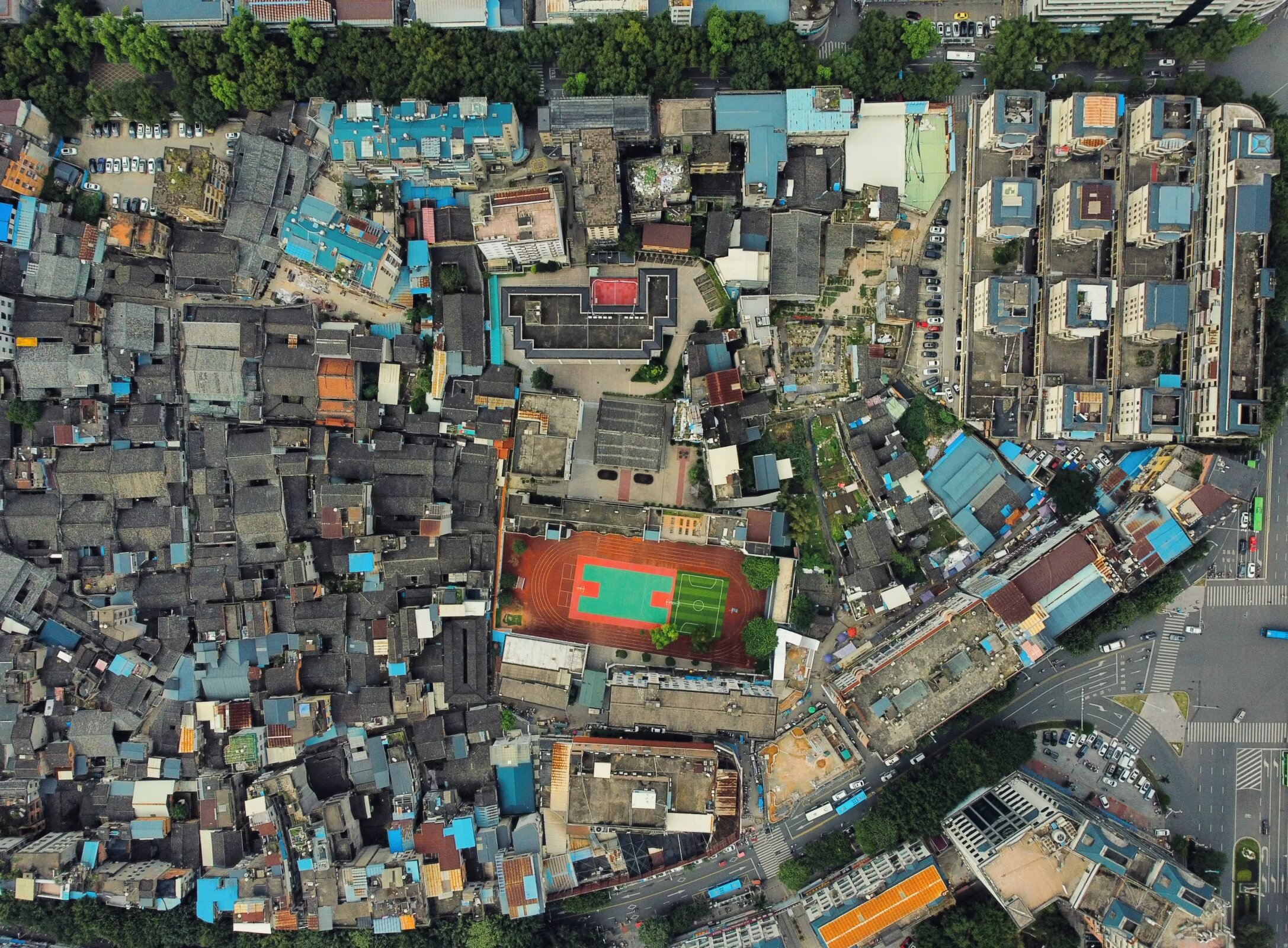
以明伦堂为中心的宁德城区俯拍，曾经此处的大部分地区都是原来的文庙建筑。

宁德文庙在毁坏前是一个建筑群，总占地面积达4000平方米，坐北朝南，倚靠一座被称为“学山”的小山。宁德文庙的布局为“右庙左学”，即大成殿在右、明伦堂在左。文庙建筑群中，历史年代最早、规模最大的建筑即为祀奉孔子的孔庙大成殿，始建于北宋年间，占地约2500平方米。唯一留存至今的明伦堂与孔庙同时建成，亦曾毁于倭患，由宁德县令林时芳重建，原建筑下建有两斋，现已不存。藏书的御书阁（后改称尊经阁）建于明朝宣德年间，曾藏有35种供授课阅读的书籍。包括尊经阁在内，文庙还有养贤堂（建于洪武五年，1372年）、观澜亭（建于宣德四年，1429年）、龙门楼（建于嘉靖二年，1523年）、敬一箴亭（建于嘉靖十一年，1532年）、崇圣祠（建于嘉靖十年，1531年）、教谕宅、训导宅、文昌阁、朱公祠、号房（传达室）、馔堂（食堂）、内外泮池、状元坊和解元坊等建筑结构，在中华人民共和国成立前均已圮毁。

### 原建筑布局与内部概况

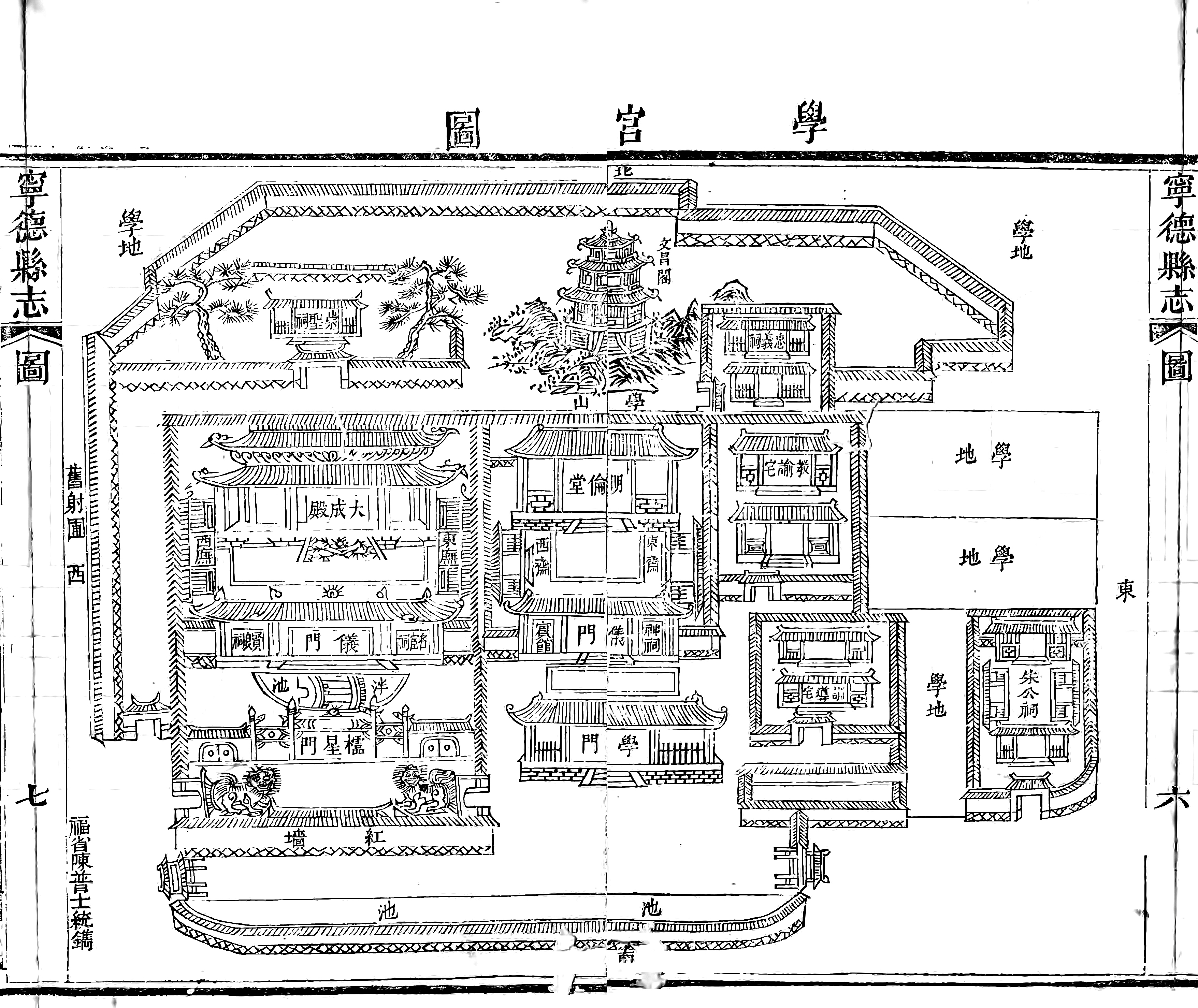
清乾隆四十六年（1781年）《宁德县志》中的学宫图

根据文庙被毁前宁德市民的回忆，文庙的下马碑立在庙门左侧的高墙，高约1米，正门进去后为泮池，上有一座石桥，通往上戟门和大成殿的天井。大成殿前有一个石砌平台，是仿造曲阜孔庙的杏坛建成的，上刻有蟠龙丹墀，两侧为进殿台阶。大成殿正中立有四根雕着龙的石柱，内部则供奉孔子和四位配享人物（颜回、子思、曾参和孟子），两侧则为四配、十二哲的牌位。东西两侧廊庑亦供奉有一百二十多位历代贤人。

### 现存的明伦堂建筑
明伦堂坐西北向东南，占地面积362平方米，高约10.5米，穿斗式木构架悬山顶，面阔五间、进深六间，内部现存有一通清朝康熙十五年（1676年）的《至圣先师孔子赞》碑文，碑首饰以浮雕双龙，高2.69米，宽1.47米，厚0.22米。